# 2-га армія (Угорщина)
2-га а́рмія Угорщини (угор. Második Magyar Hadsereg) — військове об'єднання армії Угорщини. Заснована 1 березня 1940 року. Брала активну участь у Другій Світовій війні

## Історія
2-га угорська армія була сформована разом з іншими двома арміями Угорського королівства у березні 1940 року. На початковому етапі радянсько-німецької війни 2-га армія була найбільш підготовленою та добре оснащеною загальновійськовою армію, що брала участь в бойових діях на території Радянського Союзу. Проте, зазнавши серйозних втрат, в особливості під час битви під Сталінградом, де армія була майже розгромлена (втрати склали 84 %), надалі грала допоміжну роль у війні.
Остаточно була розгромлена в битві за Будапешт, рештки армії була передані до складу 3-еї угорської армії.